# Predlitz
Predlitz ist Dorf, Ortschaft und Katastralgemeinde der 2015 neu gebildeten Gemeinde Stadl-Predlitz im Bezirk Murau, Steiermark. Bis Ende 1968 war Predlitz eine eigenständige Gemeinde, danach Ortsteil der Gemeinde Predlitz-Turrach.

## Geographische Lage
Predlitz liegt im oberen Murtal an der Grenze zu Salzburg. Die Turrach mündet hier in die Mur.
Die Grenze nach Kärnten über die Turrach ist rund 20 km entfernt.

## Geschichte
Mit 1. Jänner 1969 wurden die bis dahin selbständigen Gemeinden Einach und Predlitz zu Predlitz-Turrach fusioniert.

## Kultur und Sehenswürdigkeiten
- Katholische Pfarrkirche Predlitz Hll. Primus und Felizian

## Infrastruktur

### Verkehr
Durch Predlitz führt die Turracher Straße nach Tamsweg und zur Turracher Höhe. Die Murauer Straße beginnt hier und endet in Murau. Der Ortsteil hat einen Bahnhof der Murtalbahn mit dem Namen Predlitz-Turrach.

### Organisationen
Im Ort gibt es eine Freiwillige Feuerwehr.